# Elecciones legislativas de Argentina de 1962

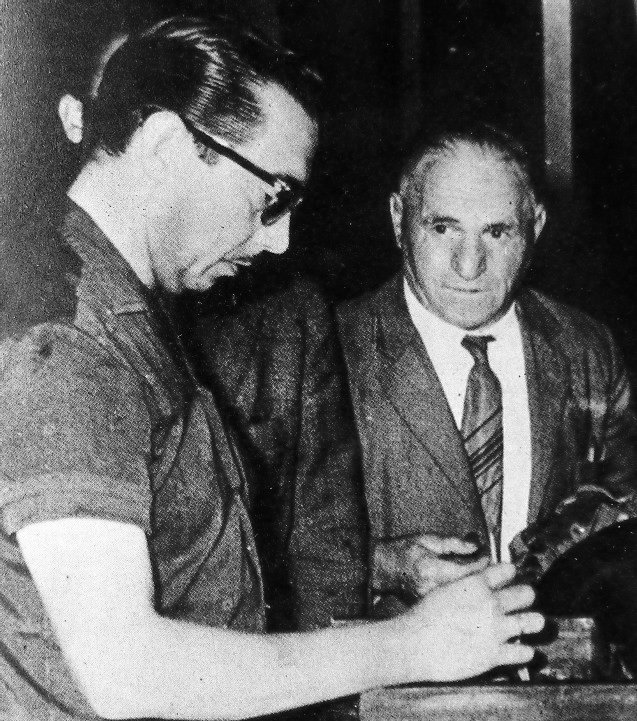
Andrés Framini votando en 1962.

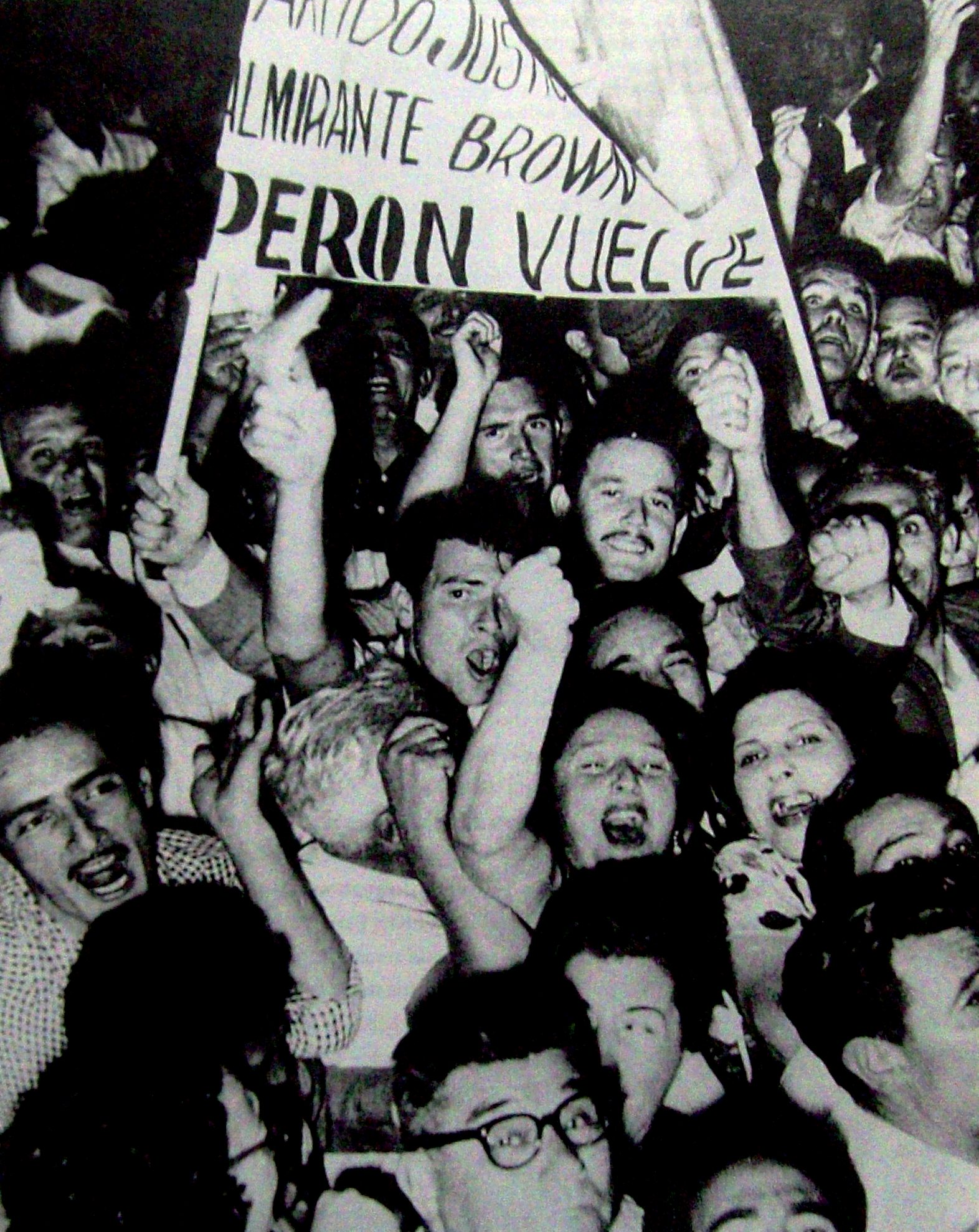
Manifestación peronista durante las elecciones de diputados de marzo de 1962.

Las elecciones legislativas de Argentina de 1962 se llevaron a cabo el 18 de marzo del mencionado año con el objetivo de renovar la mitad de la Cámara de Diputados y la totalidad de los gobiernos provinciales con excepción de Mendoza, Misiones, Santa Fe, San Luis, La Pampa, y Catamarca. Fueron las últimas elecciones durante el gobierno de Arturo Frondizi, de la Unión Cívica Radical Intransigente (UCRI), y la única ocasión desde el golpe de Estado de 1955 hasta las elecciones de 1987 en que un gobierno constitucional llegaría a su segunda renovación legislativa.
En estas elecciones se retiró parcialmente la proscripción al peronismo, permitiendo que varios partidos de ideología similar al peronismo participaran. A pesar de los planteos militares en su contra, Frondizi se negó a prohibir la participación del peronismo debido en parte a la crisis de representatividad. En ese contexto, la UCRI perdió la mayoría absoluta en la Cámara de Diputados y casi todos los gobiernos provinciales (hasta entonces gobernaba la totalidad de los distritos), lo que también aparejaba la pérdida del control del Senado, que en ese momento se elegía por medio de los legisladores provinciales. El neoperonismo no concurrió como un solo partido, sino como varios a nivel distrital, pero superó por más de nueve puntos a la UCRI sin conseguir, sin embargo, un resultado similar a los que obtenía antes de la proscripción. En la provincia de Buenos Aires, el peronista Andrés Framini obtuvo una estrecha victoria y fue elegido gobernador. Sin embargo, otros partidos también tuvieron avances, y la Unión Cívica Radical del Pueblo (UCRP) obtuvo la gobernación de Córdoba, la segunda provincia más poblada disputada en los comicios, con Arturo Umberto Illia como candidato.
La victoria peronista en importantes distritos y la nueva debilidad que traía al gobierno constitucional la pérdida del control del Congreso y de más de la mitad de las provincias terminó de desangrar la relación de Frondizi con las Fuerzas Armadas. Al día siguiente, bajo presión militar, Frondizi intervino todas las provincias donde ganó el peronismo, pero reconoció el resultado electoral y declaró que la intervención era solo para negociar una transición ordenada, comprometiéndose a que los cargos electos asumirían, y se negó a disponer la anulación de las elecciones. Tan solo diez días después, se produjo un golpe de Estado militar que forzó la detención de Frondizi y su separación del cargo. Debido a que el vicepresidente había renunciado en 1958, el presidente provisional del Senado José María Guido, asumió las funciones presidenciales controvertidamente y anuló los resultados de las elecciones, interviniendo el resto de las provincias el 29 de abril.
Estas fueron las últimas elecciones legislativas en usar el sistema de lista incompleta, donde el partido más votado ganaba dos tercios de las bancas y el segundo más votado ganaba el otro tercio. Desde 1963 hasta la actualidad se utiliza el sistema proporcional D'Hont.

## Cargos a elegir
| Provincia           | Bancas totales | Bancas a elegir | Bancas a elegir | Bancas a elegir |
| Provincia           | Bancas totales | Totales         | Mayoría         | Minoría         |
| ------------------- | -------------- | --------------- | --------------- | --------------- |
| Buenos Aires        | 50             | 25              | 17              | 8               |
| Capital Federal     | 35             | 18              | 12              | 6               |
| Catamarca           | 2              | —               | —               | —               |
| Chaco               | 5              | 2               | 2               | —               |
| Chubut              | 2              | 1               | 1               | —               |
| Córdoba             | 18             | 10              | 7               | 3               |
| Corrientes          | 6              | 4               | 3               | 1               |
| Entre Ríos          | 9              | 3               | 2               | 1               |
| Formosa             | 2              | —               | —               | —               |
| Jujuy               | 2              | 2               | 2               | —               |
| La Pampa            | 2              | 2               | 2               | —               |
| La Rioja            | 2              | —               | —               | —               |
| Mendoza             | 7              | 4               | 3               | 1               |
| Misiones            | 3              | —               | —               | —               |
| Neuquén             | 2              | 1               | 1               | —               |
| Río Negro           | 2              | 2               | 2               | —               |
| Salta               | 3              | 3               | 2               | 1               |
| San Juan            | 3              | 3               | 2               | 1               |
| San Luis            | 2              | —               | —               | —               |
| Santa Cruz          | 2              | —               | —               | —               |
| Santa Fe            | 20             | 10              | 7               | 3               |
| Santiago del Estero | 6              | 3               | 2               | 1               |
| Tucumán             | 7              | 3               | 2               | 1               |
| Total               | 192            | 96              | 69              | 27              |

## Contexto
Hacia 1962, el Partido Justicialista continuaba apartado de la vida política, con su líder, Juan Domingo Perón, depuesto y exiliado en un golpe de Estado en 1955. Perón había apoyado a Arturo Frondizi en las elecciones de 1958 con la promesa de que permitiría un eventual retorno del peronismo. Sin embargo, las políticas de Frondizi fracasaron debido a la intervención militar en su gobierno, lo que además recrudeció la represión y provocó una crisis de representatividad. La incapacidad de Frondizi para levantar la proscripción llevaron a Perón a apoyar partidos de ideología similar al peronismo, como la Unión Popular de Juan Atilio Bramuglia. Dicho partido propuso a Andrés Framini como candidato a Gobernador de la Provincia de Buenos Aires (que en ese momento albergaba el 38% de la población total del país). Inicialmente, Framini escogió al propio Perón como compañero de fórmula simbólico (bajo la idea de que esto le daría una victoria fácil). Sin embargo, Frondizi se vio obligado a rechazar la candidatura y declararla nula por presión militar. Entonces escogió a Marcos Anglada, siendo su eslogan no oficial de campaña: "¡Framini-Anglada, Perón a la Rosada!". La clara referencia a la Casa Rosada puso a los antiperonistas y al ejército en alerta cuando, de hecho, los apoderados de Perón ganaron cinco gobernaciones en juego, la victoria de Framini en la importante Provincia de Buenos Aires. El presidente Frondizi se vio obligado a intervenir las provincias donde ganó el peronismo, aunque se opuso a anular el resultado.
A pesar de que Frondizi se comprometió a obedecer las demandas de los militares, estos supusieron que la apertura política del presidente había ido demasiado lejos, por lo que el 28 de marzo, diez días después de las elecciones, se ejecutó un golpe de Estado en su contra, siendo Frondizi destituido y reemplazado por el presidente del Senado, José María Guido quien el 1 de mayo fue obligado por los militares a declarar nulos los resultados de todos los procesos electorales celebrados en marzo.

## Desarrollo
En el lapso que va desde el 6 de febrero al 29 de marzo las elecciones se fueron realizaron de forma dispar. El 17 de diciembre  se llevaron a cabo elecciones en San Luis, Catamarca, Santa Fe, y Santigo del Estero, y el 25 de febrero de 1962 en La Rioja. La UCRI triunfo en todas aquellas provincias, posiblemente porque la oposición había presentado listas con alianzas algo confusas, además el triunfo fue consecuencia de los beneficios que se están generando por la aplicación de medidas que respondían al plan de desarrollo. La victoria en centros industriales, como Rosario, dio una esperanza de continuidad para el gobierno, lo que llevó a un militar golpista a decir "a Frondizi hay que voltearlo antes de las elecciones, porque si se afirma, no lo tiramos más". La derrota en la estratégica provincia de Buenos Aires trajo una crisis política de graves consecuencias para el gobierno. El 18 de marzo se realizaron elecciones en las provincias de Buenos Aires, Córdoba, Entre Ríos, Mendoza, Corrientes, La Pampa, Tucumán, Chaco, Río Negro, Neuquén y en la ciudad de Buenos Aires. En Capital, Entre Ríos, Corrientes, Formosa, La Pampa, La Rioja y Santa Cruz ganó el oficialismo. En la provincia de Buenos Aires, Tucumán, Santiago del Estero, Chaco y Río Negro ganó el peronismo que se presentó como "Unidad Popular", la UCRP ganó en Córdoba, mientras que en el Movimiento Popular Neuquino triunfó en Neuquén, el Partido Demócrata ganó en Mendoza.

## Resultados
| Partido                                         | Partido                                          | Partido                                          | Votos      | %     | Bancas      | Bancas      | Bancas      | Bancas      |
| Partido                                         | Partido                                          | Partido                                          | Votos      | %     | Obtenidas   | +/-         | Totales     | +/-         |
| ----------------------------------------------- | ------------------------------------------------ | ------------------------------------------------ | ---------- | ----- | ----------- | ----------- | ----------- | ----------- |
|                                                 |                                                  | Unión Popular                                    | 1.592.446  | 18,20 | 23/96       | 23          | 23/192      | 23          |
|                                                 | Partido Laborista                                | 748.616                                          | 8,55       | 10/96 | 10          | 10/192      | 10          |             |
|                                                 | Partido Tres Banderas                            | 270.248                                          | 3,09       | 3/96  | 3           | 3/192       | 3           |             |
|                                                 | Partido Blanco                                   | 117.550                                          | 1,34       | 2/96  | 2           | 2/192       | 2           |             |
|                                                 | Movimiento Cívico Bandera Popular                | 60.915                                           | 0,70       | 2/96  | 2           | 2/192       | 2           |             |
|                                                 | Partido del Pueblo                               | 55.181                                           | 0,63       | —     | Sin cambios | —           | Sin cambios |             |
|                                                 | Unión Cívica Radical Bloquista                   | 54.441                                           | 0,62       | 2/96  | 2           | 2/192       | 2           |             |
|                                                 | Partido Laborista Nacional                       | 47.913                                           | 0,55       | 2/96  | 2           | 2/192       | 2           |             |
|                                                 | Movimiento Federal Democrático                   | 36.123                                           | 0,41       | 1/96  | 1           | 1/192       | 1           |             |
|                                                 | Movimiento Popular Neuquino                      | 18.879                                           | 0,22       | 1/96  | 1           | 1/192       | 1           |             |
|                                                 | Partido Provincial del Chubut                    | 15.065                                           | 0,17       | 1/96  | 1           | 1/192       | 1           |             |
|                                                 | Partido Populista                                | 10.304                                           | 0,12       | —     | Sin cambios | —           | Sin cambios |             |
|                                                 | Unión Popular Demócrata Cristiana                | 9.396                                            | 0,11       | —     | Sin cambios | —           | Sin cambios |             |
|                                                 | Unión Cívica Movimiento Nacional y Popular       | 6.323                                            | 0,07       | —     | Sin cambios | —           | Sin cambios |             |
|                                                 | Movimiento Popular Argentino                     | 4.589                                            | 0,05       | —     | Sin cambios | —           | Sin cambios |             |
|                                                 | Partido Laborista Federal Agrario                | 1.327                                            | 0,02       | —     | Sin cambios | —           | Sin cambios |             |
|                                                 | Movimiento Unidad y Progreso                     | 11                                               | 0,00       | —     | Sin cambios | —           | Sin cambios |             |
| Total Frente Justicialista                      | Total Frente Justicialista                       | Total Frente Justicialista                       | 3.049.327  | 34,84 | 47/96       | 47          | 47/192      | 47          |
|                                                 | Unión Cívica Radical Intransigente               | Unión Cívica Radical Intransigente               | 2.284.091  | 26,10 | 34/96       | 12          | 78/192      | 33          |
|                                                 |                                                  | Unión Cívica Radical del Pueblo                  | 1.688.805  | 19,30 | 8/96        | Sin cambios | —           | Sin cambios |
|                                                 | Movimiento Radical Popular                       | 56.057                                           | 0,64       | 1/96  | Sin cambios | —           | Sin cambios |             |
|                                                 | Unión Cívica Radical Intransigente Lista Verde   | 49.083                                           | 0,56       | —     | Sin cambios | —           | Sin cambios |             |
| Total Unión Cívica Radical del Pueblo           | Total Unión Cívica Radical del Pueblo            | Total Unión Cívica Radical del Pueblo            | 1.793.945  | 20,50 | 9/96        | 43          | 58/192      | 18          |
|                                                 |                                                  | Partido Demócrata                                | 174.935    | 2,00  | 3/96        | 1           | 5/192       | 3           |
|                                                 | Unión Conservadora                               | 141.426                                          | 1,62       | —     | Sin cambios | —           | Sin cambios |             |
|                                                 | Pacto Autonomista - Liberal                      | 123.354                                          | 1,41       | 3/96  | 2           | 3/192       | 1           |             |
|                                                 | Partido Conservador Popular                      | 43.027                                           | 0,49       | —     | Sin cambios | —           | Sin cambios |             |
|                                                 | Partido Demócrata Conservador                    | 39.962                                           | 0,46       | —     | Sin cambios | —           | Sin cambios |             |
|                                                 | Partido Demócrata Unido                          | 27.429                                           | 0,31       | —     | Sin cambios | —           | Sin cambios |             |
|                                                 | Unión Provincial                                 | 18.369                                           | 0,21       | —     | Sin cambios | —           | Sin cambios |             |
|                                                 | Concentración Democrática                        | 14.799                                           | 0,17       | —     | Sin cambios | —           | Sin cambios |             |
|                                                 | Partido Demócrata Conservador Popular            | 9.677                                            | 0,11       | —     | Sin cambios | —           | Sin cambios |             |
|                                                 | Partido Conservador                              | 7.536                                            | 0,09       | —     | Sin cambios | —           | Sin cambios |             |
|                                                 | Partido Demócrata Popular                        | 5.965                                            | 0,07       | —     | Sin cambios | —           | Sin cambios |             |
|                                                 | Partido Autonomista de Santiago del Estero       | 2.695                                            | 0,03       | —     | Sin cambios | —           | Sin cambios |             |
|                                                 | Partido Demócrata Nacional                       | 1.789                                            | 0,02       | —     | Sin cambios | —           | Sin cambios |             |
| Total Federación Nacional de Partidos de Centro | Total Federación Nacional de Partidos de Centro  | Total Federación Nacional de Partidos de Centro  | 610.963    | 6,98  | 6/96        | 3           | 8/192       | 4           |
|                                                 | Partido Socialista Democrático                   | Partido Socialista Democrático                   | 250.172    | 2,86  | —           | Sin cambios | —           | Sin cambios |
|                                                 | Partido Demócrata Cristiano                      | Partido Demócrata Cristiano                      | 169.824    | 1,94  | —           | Sin cambios | —           | Sin cambios |
|                                                 | Partido Demócrata Progresista                    | Partido Demócrata Progresista                    | 156.114    | 1,78  | —           | Sin cambios | —           | Sin cambios |
|                                                 | Partido Socialista Argentino (Casa del Pueblo)   | Partido Socialista Argentino (Casa del Pueblo)   | 139.137    | 1,59  | —           | Sin cambios | —           | Sin cambios |
|                                                 | Partido del Trabajo y el Progreso                | Partido del Trabajo y el Progreso                | 48.306     | 0,55  | —           | Sin cambios | —           | Sin cambios |
|                                                 | Defensa Provincial - Bandera Blanca              | Defensa Provincial - Bandera Blanca              | 32.732     | 0,37  | —           | 1           | 1/192       | Sin cambios |
|                                                 | Unión de Propietarios de Inmuebles               | Unión de Propietarios de Inmuebles               | 25.275     | 0,29  | —           | Sin cambios | —           | Sin cambios |
|                                                 | Unión Cívica Radical Cruzada Renovadora          | Unión Cívica Radical Cruzada Renovadora          | 24.123     | 0,28  | —           | Sin cambios | —           | Sin cambios |
|                                                 | Unión Republicana                                | Unión Republicana                                | 19.960     | 0,23  | —           | Sin cambios | —           | Sin cambios |
|                                                 | Partido Socialista Argentino de Vanguardia       | Partido Socialista Argentino de Vanguardia       | 17.914     | 0,20  | —           | Sin cambios | —           | Sin cambios |
|                                                 | Movimiento Nacional Popular                      | Movimiento Nacional Popular                      | 17.555     | 0,20  | —           | Sin cambios | —           | Sin cambios |
|                                                 | Partido Obrero                                   | Partido Obrero                                   | 17.270     | 0,20  | —           | Sin cambios | —           | Sin cambios |
|                                                 | Unión Cívica                                     | Unión Cívica                                     | 14.051     | 0,16  | —           | Sin cambios | —           | Sin cambios |
|                                                 | Partido Socialista                               | Partido Socialista                               | 12.346     | 0,14  | —           | Sin cambios | —           | Sin cambios |
|                                                 | Unión Federal                                    | Unión Federal                                    | 9.143      | 0,10  | —           | Sin cambios | —           | Sin cambios |
|                                                 | Unión Cívica Radical Principista                 | Unión Cívica Radical Principista                 | 6.520      | 0,07  | —           | Sin cambios | —           | Sin cambios |
|                                                 | Unión Cívica Radical de Salta                    | Unión Cívica Radical de Salta                    | 6.069      | 0,07  | —           | Sin cambios | —           | Sin cambios |
|                                                 | Unión Cívica Radical Antipersonalista            | Unión Cívica Radical Antipersonalista            | 6.065      | 0,07  | —           | Sin cambios | —           | Sin cambios |
|                                                 | Concentración Obrera                             | Concentración Obrera                             | 5.758      | 0,07  | —           | Sin cambios | —           | Sin cambios |
|                                                 | Unión Cívica Radical de Santa Fe                 | Unión Cívica Radical de Santa Fe                 | 5.750      | 0,07  | —           | Sin cambios | —           | Sin cambios |
|                                                 | Acción Progresista                               | Acción Progresista                               | 4.571      | 0,05  | —           | Sin cambios | —           | Sin cambios |
|                                                 | Unión Cívica Radical de Santiago del Estero      | Unión Cívica Radical de Santiago del Estero      | 4.073      | 0,05  | —           | Sin cambios | —           | Sin cambios |
|                                                 | Partido Ruralista                                | Partido Ruralista                                | 3.428      | 0,04  | —           | Sin cambios | —           | Sin cambios |
|                                                 | Movimiento Demócrata Cristiano                   | Movimiento Demócrata Cristiano                   | 3.333      | 0,04  | —           | Sin cambios | —           | Sin cambios |
|                                                 | Partido Social Agrario                           | Partido Social Agrario                           | 3.227      | 0,04  | —           | Sin cambios | —           | Sin cambios |
|                                                 | Frente Social Cristiano                          | Frente Social Cristiano                          | 3.186      | 0,04  | —           | Sin cambios | —           | Sin cambios |
|                                                 | Partido Socialista Argentino Federación Chaqueña | Partido Socialista Argentino Federación Chaqueña | 2.766      | 0,03  | —           | Sin cambios | —           | Sin cambios |
|                                                 | Partido Socialista Frente de los Trabajadores    | Partido Socialista Frente de los Trabajadores    | 2.317      | 0,03  | —           | Sin cambios | —           | Sin cambios |
|                                                 | Unión Cívica Nacionalista                        | Unión Cívica Nacionalista                        | 2.092      | 0,02  | —           | Sin cambios | —           | Sin cambios |
|                                                 | Partido Socialista Argentino de los Trabajadores | Partido Socialista Argentino de los Trabajadores | 137        | 0,00  | —           | Sin cambios | —           | Sin cambios |
|                                                 | Movimiento Recuperación Radical                  | Movimiento Recuperación Radical                  | 12         | 0,00  | —           | Sin cambios | —           | Sin cambios |
|                                                 | Partido Conservador Obrero Provincial            | Partido Conservador Obrero Provincial            | 3          | 0,00  | —           | Sin cambios | —           | Sin cambios |
|                                                 | Partido Comunista                                | Partido Comunista                                | 1          | 0,00  | —           | Sin cambios | —           | Sin cambios |
|                                                 |                                                  |                                                  |            |       |             |             |             |             |
| Votos válidos                                   | Votos válidos                                    | Votos válidos                                    | 8.751.556  | 96,33 |             |             |             |             |
| Votos en blanco y anulados                      | Votos en blanco y anulados                       | Votos en blanco y anulados                       | 332.956    | 3,67  |             |             |             |             |
| Total de votos                                  | Total de votos                                   | Total de votos                                   | 9.084.512  | 100   |             |             |             |             |
| Votantes registrados/participación              | Votantes registrados/participación               | Votantes registrados/participación               | 10.596.321 | 85,73 |             |             |             |             |
| Fuentes:                                        |                                                  |                                                  |            |       |             |             |             |             |

## Resultados por provincia
| Provincia de Buenos Aires 25 Diputados       | Provincia de Buenos Aires 25 Diputados           | Provincia de Buenos Aires 25 Diputados           | Provincia de Buenos Aires 25 Diputados | Provincia de Buenos Aires 25 Diputados | Provincia de Buenos Aires 25 Diputados | Provincia de Buenos Aires 25 Diputados |
| Partido                                      | Partido                                          | Partido                                          | Votos                                  | %                                      | Bancas                                 | Electos |
| -------------------------------------------- | ------------------------------------------------ | ------------------------------------------------ | -------------------------------------- | -------------------------------------- | -------------------------------------- | --- |
|                                              | Unión Popular                                    | Unión Popular                                    | 1.171.757                              | 38,22                                  | 17/25                                  | Ver electos: - Amado Olmos - Francisco Marcos Anglada - Carlos Raúl Insúa - Antonio Bianculli - Orfelio R. Andrade - Norberto Vázquez - José Jesús Mariano Montani - Arturo de Elías - Julio A. Etchevarne - Jorge Alberto Simini - Federico Durruty - María D. Brau De Luna - Maximiano Castillo - Rodolfo J. Arce - José Manuel Mendoza - Salvador J. de Renzis - Roberto Guaresti |
|                                              | Unión Cívica Radical Intransigente               | Unión Cívica Radical Intransigente               | 731.877                                | 23,88                                  | 8/25                                   | Ver electos: - Rodolfo Ricardo Carrera - Vicente Miguel Musacchio - Carlos Ernesto Camet - Fayiz Sago - Dante Oscar Tortonese - Antonio César Monti - Enrique A. Bulit Goñi - José V. Liceaga |
|                                              | Unión Cívica Radical del Pueblo                  | Unión Cívica Radical del Pueblo                  | 627.094                                | 20,46                                  |                                        | |
|                                              | Partido Socialista Democrático                   | Partido Socialista Democrático                   | 161.635                                | 5,27                                   |                                        | |
|                                              | Unión Conservadora                               | Unión Conservadora                               | 137.470                                | 4,48                                   |                                        | |
|                                              | Partido Socialista Argentino (Casa del Pueblo)   | Partido Socialista Argentino (Casa del Pueblo)   | 54.618                                 | 1,78                                   |                                        | |
|                                              | Partido Conservador Popular                      | Partido Conservador Popular                      | 42.227                                 | 1,38                                   |                                        | |
|                                              | Partido Demócrata Cristiano                      | Partido Demócrata Cristiano                      | 39.971                                 | 1,30                                   |                                        | |
|                                              | Partido del Pueblo                               | Partido del Pueblo                               | 35.137                                 | 1,15                                   |                                        | |
|                                              | Unión Republicana                                | Unión Republicana                                | 13.028                                 | 0,42                                   |                                        | |
|                                              | Unión de Propietarios de Inmuebles               | Unión de Propietarios de Inmuebles               | 11.424                                 | 0,37                                   |                                        | |
|                                              | Partido Demócrata Progresista                    | Partido Demócrata Progresista                    | 9.670                                  | 0,32                                   |                                        | |
|                                              | Unión Federal                                    | Unión Federal                                    | 9.143                                  | 0,30                                   |                                        | |
|                                              | Movimiento Nacional Popular                      | Movimiento Nacional Popular                      | 8.641                                  | 0,28                                   |                                        | |
|                                              | Partido Obrero                                   | Partido Obrero                                   | 8.299                                  | 0,27                                   |                                        | |
|                                              | Partido Socialista Argentino de Vanguardia       | Partido Socialista Argentino de Vanguardia       | 3.447                                  | 0,11                                   |                                        | |
| Votos positivos                              | Votos positivos                                  | Votos positivos                                  | 3.065.438                              | 95,96                                  |                                        | |
| Votos en blanco y nulos                      | Votos en blanco y nulos                          | Votos en blanco y nulos                          | 129.048                                | 4,04                                   |                                        | |
| Total de votos                               | Total de votos                                   | Total de votos                                   | 3.194.486                              | 100                                    |                                        | |
| Electores registrados/Participación          | Electores registrados/Participación              | Electores registrados/Participación              | 3.637.762                              | 87,81                                  |                                        | |
| Capital Federal 18 Diputados                 |                                                  |                                                  |                                        |                                        |                                        | |
| Partido                                      | Partido                                          | Partido                                          | Votos                                  | %                                      | Bancas                                 | Electos |
|                                              | Unión Cívica Radical Intransigente               | Unión Cívica Radical Intransigente               | 456.968                                | 29,03                                  | 12/18                                  | Ver electos: - Oscar López Serrot - José Frega - Alberto Luis Garibaldi - María Teresa Muñoz de Liceaga - Martín A. Ponce de León - Valentín Fernández - Luis Ortega Velarde - Bernardo Sierra - Miguel Abaurrea - Simón Junín - Adolfo E. Parry - Luis Leopoldo Boffi |
|                                              | Unión Popular                                    | Unión Popular                                    | 420.680                                | 26,73                                  | 6/18                                   | Ver electos: - Paulino B. Niembro - Rafael Jornet - Rodolfo Tecera del Franco - Sebastián Borro - Nélida A. Domínguez de Miguel - José María Argaña |
|                                              | Unión Cívica Radical del Pueblo                  | Unión Cívica Radical del Pueblo                  | 353.980                                | 22,49                                  |                                        | |
|                                              | Partido Socialista Democrático                   | Partido Socialista Democrático                   | 69.126                                 | 4,39                                   |                                        | |
|                                              | Partido Socialista Argentino (Casa del Pueblo)   | Partido Socialista Argentino (Casa del Pueblo)   | 64.289                                 | 4,08                                   |                                        | |
|                                              | Partido Demócrata Conservador                    | Partido Demócrata Conservador                    | 39.962                                 | 2,54                                   |                                        | |
|                                              | Partido Demócrata Cristiano                      | Partido Demócrata Cristiano                      | 34.760                                 | 2,21                                   |                                        | |
|                                              | Partido del Pueblo                               | Partido del Pueblo                               | 20.044                                 | 1,27                                   |                                        | |
|                                              | Partido Socialista Argentino de Vanguardia       | Partido Socialista Argentino de Vanguardia       | 14.467                                 | 0,92                                   |                                        | |
|                                              | Unión Cívica                                     | Unión Cívica                                     | 14.051                                 | 0,89                                   |                                        | |
|                                              | Unión de Propietarios de Inmuebles               | Unión de Propietarios de Inmuebles               | 13.851                                 | 0,88                                   |                                        | |
|                                              | Partido Demócrata Progresista                    | Partido Demócrata Progresista                    | 10.056                                 | 0,64                                   |                                        | |
|                                              | Partido Demócrata Conservador Popular            | Partido Demócrata Conservador Popular            | 9.676                                  | 0,61                                   |                                        | |
|                                              | Unión Popular Demócrata Cristiana                | Unión Popular Demócrata Cristiana                | 9.396                                  | 0,60                                   |                                        | |
|                                              | Movimiento Nacional Popular                      | Movimiento Nacional Popular                      | 8.914                                  | 0,57                                   |                                        | |
|                                              | Unión Cívica Radical Principista                 | Unión Cívica Radical Principista                 | 6.520                                  | 0,41                                   |                                        | |
|                                              | Unión Cívica Radical Antipersonalista            | Unión Cívica Radical Antipersonalista            | 6.065                                  | 0,39                                   |                                        | |
|                                              | Partido Tres Banderas                            | Partido Tres Banderas                            | 5.772                                  | 0,37                                   |                                        | |
|                                              | Concentración Obrera                             | Concentración Obrera                             | 5.758                                  | 0,37                                   |                                        | |
|                                              | Movimiento Popular Argentino                     | Movimiento Popular Argentino                     | 4.579                                  | 0,29                                   |                                        | |
|                                              | Unión Republicana                                | Unión Republicana                                | 3.094                                  | 0,20                                   |                                        | |
|                                              | Unión Cívica Nacionalista                        | Unión Cívica Nacionalista                        | 2.092                                  | 0,13                                   |                                        | |
| Votos positivos                              | Votos positivos                                  | Votos positivos                                  | 1.574.100                              | 97,31                                  |                                        | |
| Votos en blanco y nulos                      | Votos en blanco y nulos                          | Votos en blanco y nulos                          | 43.594                                 | 2,69                                   |                                        | |
| Total de votos                               | Total de votos                                   | Total de votos                                   | 1.617.694                              | 100                                    |                                        | |
| Electores registrados/Participación          | Electores registrados/Participación              | Electores registrados/Participación              | 1.815.444                              | 89,11                                  |                                        | |
| Provincia del Chaco 2 Diputados              |                                                  |                                                  |                                        |                                        |                                        | |
| Partido                                      | Partido                                          | Partido                                          | Votos                                  | %                                      | Bancas                                 | Electos |
|                                              | Movimiento Cívico Bandera Popular                | Movimiento Cívico Bandera Popular                | 60.915                                 | 32,41                                  | 2/2                                    | - Ferdinando Pedrini - José Demetrio Sepúlveda |
|                                              | Unión Cívica Radical Intransigente               | Unión Cívica Radical Intransigente               | 58.225                                 | 30,98                                  |                                        | |
|                                              | Unión Cívica Radical Intransigente Lista Verde   | Unión Cívica Radical Intransigente Lista Verde   | 49.083                                 | 26,11                                  |                                        | |
|                                              | Partido Conservador                              | Partido Conservador                              | 7.536                                  | 4,01                                   |                                        | |
|                                              | Partido Socialista                               | Partido Socialista                               | 5.976                                  | 3,18                                   |                                        | |
|                                              | Movimiento Demócrata Cristiano                   | Movimiento Demócrata Cristiano                   | 3.333                                  | 1,77                                   |                                        | |
|                                              | Partido Socialista Argentino Federación Chaqueña | Partido Socialista Argentino Federación Chaqueña | 2.766                                  | 1,47                                   |                                        | |
|                                              | Partido Socialista Argentino de los Trabajadores | Partido Socialista Argentino de los Trabajadores | 137                                    | 0,07                                   |                                        | |
|                                              | Partido Comunista                                | Partido Comunista                                | 1                                      | 0,00                                   |                                        | |
| Votos positivos                              | Votos positivos                                  | Votos positivos                                  | 187.972                                | 95,40                                  |                                        | |
| Votos en blanco y nulos                      | Votos en blanco y nulos                          | Votos en blanco y nulos                          | 9.060                                  | 4,60                                   |                                        | |
| Total de votos                               | Total de votos                                   | Total de votos                                   | 197.032                                | 100                                    |                                        | |
| Electores registrados/Participación          | Electores registrados/Participación              | Electores registrados/Participación              | 263.455                                | 74,79                                  |                                        | |
| Provincia del Chubut 1 Diputado              |                                                  |                                                  |                                        |                                        |                                        | |
| Partido                                      | Partido                                          | Partido                                          | Votos                                  | %                                      | Bancas                                 | Electos |
|                                              | Partido Provincial del Chubut                    | Partido Provincial del Chubut                    | 15.065                                 | 33,11                                  | 1/1                                    | - Florencio Juan Álvarez Yanzi |
|                                              | Unión Cívica Radical del Pueblo                  | Unión Cívica Radical del Pueblo                  | 12.885                                 | 28,32                                  |                                        | |
|                                              | Unión Cívica Radical Intransigente               | Unión Cívica Radical Intransigente               | 12.831                                 | 28,20                                  |                                        | |
|                                              | Partido Populista                                | Partido Populista                                | 3.287                                  | 7,23                                   |                                        | |
|                                              | Partido Demócrata Cristiano                      | Partido Demócrata Cristiano                      | 797                                    | 1,75                                   |                                        | |
|                                              | Partido Demócrata Progresista                    | Partido Demócrata Progresista                    | 506                                    | 1,11                                   |                                        | |
|                                              | Partido Socialista Argentino (Casa del Pueblo)   | Partido Socialista Argentino (Casa del Pueblo)   | 113                                    | 0,25                                   |                                        | |
|                                              | Unión Popular                                    | Unión Popular                                    | 9                                      | 0,02                                   |                                        | |
|                                              | Partido Demócrata Conservador Popular            | Partido Demócrata Conservador Popular            | 1                                      | 0,00                                   |                                        | |
| Votos positivos                              | Votos positivos                                  | Votos positivos                                  | 45.494                                 | 96,52                                  |                                        | |
| Votos en blanco y nulos                      | Votos en blanco y nulos                          | Votos en blanco y nulos                          | 1.639                                  | 3,48                                   |                                        | |
| Total de votos                               | Total de votos                                   | Total de votos                                   | 47.133                                 | 100                                    |                                        | |
| Electores registrados/Participación          | Electores registrados/Participación              | Electores registrados/Participación              | 65.196                                 | 72,29                                  |                                        | |
| Provincia de Córdoba 10 Diputados            |                                                  |                                                  |                                        |                                        |                                        | |
| Partido                                      | Partido                                          | Partido                                          | Votos                                  | %                                      | Bancas                                 | Electos |
|                                              | Unión Cívica Radical del Pueblo                  | Unión Cívica Radical del Pueblo                  | 309.329                                | 34,65                                  | 7/10                                   | Ver electos: - Isidro Fernández Núñez - Silvio Antonio Palmero - Hernán Alfredo Balboa - Humberto Mateo Strubbia - Juan Antonio Fiol - Pedro Celestino Sorrentino - Luis Augusto Caeiro |
|                                              | Partido Laborista                                | Partido Laborista                                | 295.607                                | 33,11                                  | 3/10                                   | - Teodoro Funes Campins - Ricardo Obregón Cano - Tomás García Vieyra |
|                                              | Unión Cívica Radical Intransigente               | Unión Cívica Radical Intransigente               | 180.709                                | 20,24                                  |                                        | |
|                                              | Partido Demócrata                                | Partido Demócrata                                | 70.131                                 | 7,86                                   |                                        | |
|                                              | Partido Demócrata Cristiano                      | Partido Demócrata Cristiano                      | 23.583                                 | 2,64                                   |                                        | |
|                                              | Partido Socialista Democrático                   | Partido Socialista Democrático                   | 7.740                                  | 0,87                                   |                                        | |
|                                              | Partido Obrero                                   | Partido Obrero                                   | 3.128                                  | 0,35                                   |                                        | |
|                                              | Unión Republicana                                | Unión Republicana                                | 2.499                                  | 0,28                                   |                                        | |
|                                              | Movimiento Popular Argentino                     | Movimiento Popular Argentino                     | 10                                     | 0,00                                   |                                        | |
| Votos positivos                              | Votos positivos                                  | Votos positivos                                  | 892.736                                | 96,81                                  |                                        | |
| Votos en blanco y nulos                      | Votos en blanco y nulos                          | Votos en blanco y nulos                          | 29.407                                 | 3,19                                   |                                        | |
| Total de votos                               | Total de votos                                   | Total de votos                                   | 922.143                                | 100                                    |                                        | |
| Electores registrados/Participación          | Electores registrados/Participación              | Electores registrados/Participación              | 1.052.402                              | 87,62                                  |                                        | |
| Provincia de Corrientes 4 Diputados          |                                                  |                                                  |                                        |                                        |                                        | |
| Partido                                      | Partido                                          | Partido                                          | Votos                                  | %                                      | Bancas                                 | Electos |
|                                              |                                                  | Partido Liberal de Corrientes                    | 72.179                                 | 31,43                                  |                                        | |
|                                              | Partido Autonomista de Corrientes                | 51.175                                           | 22,28                                  |                                        |                                        | |
| Total Pacto Autonomista - Liberal            | Total Pacto Autonomista - Liberal                | Total Pacto Autonomista - Liberal                | 123.354                                | 53,71                                  | 3/4                                    | - Diego Díaz Colodrero (PLCo) - Fernando A. Miranda Gallino (PACo) - Juan Ramón Aguirre Lanari (PLCo) |
|                                              | Unión Cívica Radical Intransigente               | Unión Cívica Radical Intransigente               | 85.319                                 | 37,15                                  | 1/4                                    | - Bernardo Panario |
|                                              | Partido Demócrata Cristiano                      | Partido Demócrata Cristiano                      | 7.229                                  | 3,15                                   |                                        | |
|                                              | Partido Populista                                | Partido Populista                                | 7.017                                  | 3,06                                   |                                        | |
|                                              | Unión Cívica Radical del Pueblo                  | Unión Cívica Radical del Pueblo                  | 6.738                                  | 2,93                                   |                                        | |
| Votos positivos                              | Votos positivos                                  | Votos positivos                                  | 229.657                                | 97,66                                  |                                        | |
| Votos en blanco y nulos                      | Votos en blanco y nulos                          | Votos en blanco y nulos                          | 5.494                                  | 2,34                                   |                                        | |
| Total de votos                               | Total de votos                                   | Total de votos                                   | 235.151                                | 100                                    |                                        | |
| Electores registrados/Participación          | Electores registrados/Participación              | Electores registrados/Participación              | 308.153                                | 76,31                                  |                                        | |
| Provincia de Entre Ríos 3 Diputados          |                                                  |                                                  |                                        |                                        |                                        | |
| Partido                                      | Partido                                          | Partido                                          | Votos                                  | %                                      | Bancas                                 | Electos |
|                                              | Unión Cívica Radical Intransigente               | Unión Cívica Radical Intransigente               | 122.917                                | 35,52                                  | 2/3                                    | - Ramón Saturnino Martínez - Arnoldo Emilio Quinodoz |
|                                              | Unión Cívica Radical del Pueblo                  | Unión Cívica Radical del Pueblo                  | 104.823                                | 30,29                                  | 1/3                                    | - Fermín Jesús Garay |
|                                              | Partido Tres Banderas                            | Partido Tres Banderas                            | 72.350                                 | 20,91                                  |                                        | |
|                                              | Partido Demócrata Unido                          | Partido Demócrata Unido                          | 27.429                                 | 7,93                                   |                                        | |
|                                              | Partido Demócrata Cristiano                      | Partido Demócrata Cristiano                      | 11.238                                 | 3,25                                   |                                        | |
|                                              | Partido Ruralista                                | Partido Ruralista                                | 3.428                                  | 0,99                                   |                                        | |
|                                              | Partido Socialista Democrático                   | Partido Socialista Democrático                   | 2.226                                  | 0,64                                   |                                        | |
|                                              | Unión Republicana                                | Unión Republicana                                | 1.339                                  | 0,39                                   |                                        | |
|                                              | Partido Socialista Argentino (Casa del Pueblo)   | Partido Socialista Argentino (Casa del Pueblo)   | 294                                    | 0,08                                   |                                        | |
| Votos positivos                              | Votos positivos                                  | Votos positivos                                  | 346.044                                | 89,15                                  |                                        | |
| Votos en blanco y nulos                      | Votos en blanco y nulos                          | Votos en blanco y nulos                          | 42.122                                 | 10,85                                  |                                        | |
| Total de votos                               | Total de votos                                   | Total de votos                                   | 388.166                                | 100                                    |                                        | |
| Electores registrados/Participación          | Electores registrados/Participación              | Electores registrados/Participación              | 469.045                                | 82,76                                  |                                        | |
| Provincia de Jujuy 2 Diputados               |                                                  |                                                  |                                        |                                        |                                        | |
| Partido                                      | Partido                                          | Partido                                          | Votos                                  | %                                      | Bancas                                 | Electos |
|                                              | Partido Laborista                                | Partido Laborista                                | 38.304                                 | 51,08                                  | 2/2                                    | - Ricardo Ovando - Roque René Barrionuevo |
|                                              | Unión Cívica Radical Intransigente               | Unión Cívica Radical Intransigente               | 26.539                                 | 35,39                                  |                                        | |
|                                              | Partido Demócrata Popular                        | Partido Demócrata Popular                        | 5.965                                  | 7,95                                   |                                        | |
|                                              | Unión Cívica Radical del Pueblo                  | Unión Cívica Radical del Pueblo                  | 4.167                                  | 5,56                                   |                                        | |
|                                              | Movimiento Recuperación Radical                  | Movimiento Recuperación Radical                  | 12                                     | 0,02                                   |                                        | |
|                                              | Partido Conservador Obrero Provincial            | Partido Conservador Obrero Provincial            | 3                                      | 0,00                                   |                                        | |
| Votos positivos                              | Votos positivos                                  | Votos positivos                                  | 74.990                                 | 97,63                                  |                                        | |
| Votos en blanco y nulos                      | Votos en blanco y nulos                          | Votos en blanco y nulos                          | 1.821                                  | 2,37                                   |                                        | |
| Total de votos                               | Total de votos                                   | Total de votos                                   | 76.811                                 | 100                                    |                                        | |
| Electores registrados/Participación          | Electores registrados/Participación              | Electores registrados/Participación              | 98.915                                 | 77,65                                  |                                        | |
| Provincia de La Pampa 2 Diputados            |                                                  |                                                  |                                        |                                        |                                        | |
| Partido                                      | Partido                                          | Partido                                          | Votos                                  | %                                      | Bancas                                 | Electos |
|                                              | Unión Cívica Radical Intransigente               | Unión Cívica Radical Intransigente               | 29.378                                 | 38,42                                  | 2/2                                    | - Juan Carlos Achiary - Abraham Salim |
|                                              | Partido Laborista                                | Partido Laborista                                | 27.611                                 | 36,11                                  |                                        | |
|                                              | Unión Cívica Radical del Pueblo                  | Unión Cívica Radical del Pueblo                  | 13.031                                 | 17,04                                  |                                        | |
|                                              | Partido Demócrata Cristiano                      | Partido Demócrata Cristiano                      | 3.423                                  | 4,48                                   |                                        | |
|                                              | Partido Socialista                               | Partido Socialista                               | 3.022                                  | 3,95                                   |                                        | |
| Votos positivos                              | Votos positivos                                  | Votos positivos                                  | 76.465                                 | 97,69                                  |                                        | |
| Votos en blanco y nulos                      | Votos en blanco y nulos                          | Votos en blanco y nulos                          | 1.810                                  | 2,31                                   |                                        | |
| Total de votos                               | Total de votos                                   | Total de votos                                   | 78.275                                 | 100                                    |                                        | |
| Electores registrados/Participación          | Electores registrados/Participación              | Electores registrados/Participación              | 90.245                                 | 86,74                                  |                                        | |
| Provincia de Mendoza 4 Diputados             |                                                  |                                                  |                                        |                                        |                                        | |
| Partido                                      | Partido                                          | Partido                                          | Votos                                  | %                                      | Bancas                                 | Electos |
|                                              | Partido Demócrata                                | Partido Demócrata                                | 93.186                                 | 24,99                                  | 3/4                                    | - Silvestre Peña y Lillo - Nelo I. Sileoni - Carlos A. Salvo |
|                                              | Partido Tres Banderas                            | Partido Tres Banderas                            | 78.456                                 | 21,04                                  | 1/4                                    | - Alberto Serú García |
|                                              | Partido Blanco                                   | Partido Blanco                                   | 72.659                                 | 19,49                                  |                                        | |
|                                              | Unión Cívica Radical del Pueblo                  | Unión Cívica Radical del Pueblo                  | 59.582                                 | 15,98                                  |                                        | |
|                                              | Unión Cívica Radical Intransigente               | Unión Cívica Radical Intransigente               | 46.912                                 | 12,58                                  |                                        | |
|                                              | Partido Socialista Argentino (Casa del Pueblo)   | Partido Socialista Argentino (Casa del Pueblo)   | 14.642                                 | 3,93                                   |                                        | |
|                                              | Partido Demócrata Cristiano                      | Partido Demócrata Cristiano                      | 5.607                                  | 1,50                                   |                                        | |
|                                              | Partido Socialista Democrático                   | Partido Socialista Democrático                   | 1.784                                  | 0,48                                   |                                        | |
| Votos positivos                              | Votos positivos                                  | Votos positivos                                  | 372.828                                | 97,77                                  |                                        | |
| Votos en blanco y nulos                      | Votos en blanco y nulos                          | Votos en blanco y nulos                          | 8.522                                  | 2,23                                   |                                        | |
| Total de votos                               | Total de votos                                   | Total de votos                                   | 381.350                                | 100                                    |                                        | |
| Electores registrados/Participación          | Electores registrados/Participación              | Electores registrados/Participación              | 440.521                                | 86,57                                  |                                        | |
| Provincia del Neuquén 1 Diputado             |                                                  |                                                  |                                        |                                        |                                        | |
| Partido                                      | Partido                                          | Partido                                          | Votos                                  | %                                      | Bancas                                 | Electos |
|                                              | Movimiento Popular Neuquino                      | Movimiento Popular Neuquino                      | 18.879                                 | 49,95                                  | 1/1                                    | - Felipe Pessino |
|                                              | Unión Cívica Radical Intransigente               | Unión Cívica Radical Intransigente               | 10.962                                 | 29,00                                  |                                        | |
|                                              | Unión Cívica Radical del Pueblo                  | Unión Cívica Radical del Pueblo                  | 4.460                                  | 11,80                                  |                                        | |
|                                              | Partido Socialista                               | Partido Socialista                               | 1.879                                  | 4,97                                   |                                        | |
|                                              | Partido Demócrata                                | Partido Demócrata                                | 863                                    | 2,28                                   |                                        | |
|                                              | Partido Demócrata Cristiano                      | Partido Demócrata Cristiano                      | 751                                    | 1,99                                   |                                        | |
| Votos positivos                              | Votos positivos                                  | Votos positivos                                  | 37.794                                 | 97,06                                  |                                        | |
| Votos en blanco y nulos                      | Votos en blanco y nulos                          | Votos en blanco y nulos                          | 1.143                                  | 2,94                                   |                                        | |
| Total de votos                               | Total de votos                                   | Total de votos                                   | 38.937                                 | 100                                    |                                        | |
| Electores registrados/Participación          | Electores registrados/Participación              | Electores registrados/Participación              | 46.632                                 | 83,50                                  |                                        | |
| Provincia de Río Negro 2 Diputados           |                                                  |                                                  |                                        |                                        |                                        | |
| Partido                                      | Partido                                          | Partido                                          | Votos                                  | %                                      | Bancas                                 | Electos |
|                                              | Partido Blanco                                   | Partido Blanco                                   | 26.169                                 | 40,11                                  | 2/2                                    | - Emilio Belenguer - Abel Andrés Castro |
|                                              | Unión Cívica Radical Intransigente               | Unión Cívica Radical Intransigente               | 18.688                                 | 28,64                                  |                                        | |
|                                              | Unión Cívica Radical del Pueblo                  | Unión Cívica Radical del Pueblo                  | 15.182                                 | 23,27                                  |                                        | |
|                                              | Partido Demócrata Cristiano                      | Partido Demócrata Cristiano                      | 3.602                                  | 5,52                                   |                                        | |
|                                              | Partido Demócrata de Río Negro                   | Partido Demócrata de Río Negro                   | 1.601                                  | 2,45                                   |                                        | |
| Votos positivos                              | Votos positivos                                  | Votos positivos                                  | 65.242                                 | 97,89                                  |                                        | |
| Votos en blanco y nulos                      | Votos en blanco y nulos                          | Votos en blanco y nulos                          | 1.406                                  | 2,11                                   |                                        | |
| Total de votos                               | Total de votos                                   | Total de votos                                   | 66.648                                 | 100                                    |                                        | |
| Electores registrados/Participación          | Electores registrados/Participación              | Electores registrados/Participación              | 89.197                                 | 74,72                                  |                                        | |
| Provincia de Salta 3 Diputados               |                                                  |                                                  |                                        |                                        |                                        | |
| Partido                                      | Partido                                          | Partido                                          | Votos                                  | %                                      | Bancas                                 | Electos |
|                                              | Partido Laborista Nacional                       | Partido Laborista Nacional                       | 47.913                                 | 32,08                                  | 2/3                                    | - Roberto San Millán - José Armando Caro |
|                                              | Movimiento Federal Democrático                   | Movimiento Federal Democrático                   | 36.123                                 | 24,19                                  | 1/3                                    | - Jaime Hernán Figueroa |
|                                              | Unión Cívica Radical Intransigente               | Unión Cívica Radical Intransigente               | 25.591                                 | 17,13                                  |                                        | |
|                                              | Unión Provincial                                 | Unión Provincial                                 | 18.369                                 | 12,30                                  |                                        | |
|                                              | Unión Cívica Radical del Pueblo                  | Unión Cívica Radical del Pueblo                  | 12.244                                 | 8,20                                   |                                        | |
|                                              | Unión Cívica Radical de Salta                    | Unión Cívica Radical de Salta                    | 6.069                                  | 4,06                                   |                                        | |
|                                              | Partido Demócrata Cristiano                      | Partido Demócrata Cristiano                      | 1.718                                  | 1,15                                   |                                        | |
|                                              | Partido Laborista Federal Agrario                | Partido Laborista Federal Agrario                | 1.327                                  | 0,89                                   |                                        | |
| Votos positivos                              | Votos positivos                                  | Votos positivos                                  | 149.354                                | 98,42                                  |                                        | |
| Votos en blanco y nulos                      | Votos en blanco y nulos                          | Votos en blanco y nulos                          | 2.402                                  | 1,58                                   |                                        | |
| Total de votos                               | Total de votos                                   | Total de votos                                   | 151.756                                | 100                                    |                                        | |
| Electores registrados/Participación          | Electores registrados/Participación              | Electores registrados/Participación              | 197.005                                | 77,03                                  |                                        | |
| Provincia de San Juan 3 Diputados            |                                                  |                                                  |                                        |                                        |                                        | |
| Partido                                      | Partido                                          | Partido                                          | Votos                                  | %                                      | Bancas                                 | Electos |
|                                              | Unión Cívica Radical Bloquista                   | Unión Cívica Radical Bloquista                   | 54.441                                 | 34,07                                  | 2/3                                    | - Adolfo A. Andino - Héctor R. Valenzuela |
|                                              | Unión Cívica Radical Intransigente               | Unión Cívica Radical Intransigente               | 43.026                                 | 26,93                                  | 1/3                                    | - Elio Noé Salcedo |
|                                              | Unión Cívica Radical Cruzada Renovadora          | Unión Cívica Radical Cruzada Renovadora          | 24.123                                 | 15,10                                  |                                        | |
|                                              | Unión Cívica Radical del Pueblo                  | Unión Cívica Radical del Pueblo                  | 20.789                                 | 13,01                                  |                                        | |
|                                              | Concentración Democrática                        | Concentración Democrática                        | 14.799                                 | 9,26                                   |                                        | |
|                                              | Partido Demócrata Cristiano                      | Partido Demócrata Cristiano                      | 2.616                                  | 1,64                                   |                                        | |
| Votos positivos                              | Votos positivos                                  | Votos positivos                                  | 159.794                                | 99,46                                  |                                        | |
| Votos en blanco y nulos                      | Votos en blanco y nulos                          | Votos en blanco y nulos                          | 866                                    | 0,54                                   |                                        | |
| Total de votos                               | Total de votos                                   | Total de votos                                   | 160.660                                | 100                                    |                                        | |
| Electores registrados/Participación          | Electores registrados/Participación              | Electores registrados/Participación              | 180.666                                | 88,93                                  |                                        | |
| Provincia de Santa Fe 10 Diputados           |                                                  |                                                  |                                        |                                        |                                        | |
| Partido                                      | Partido                                          | Partido                                          | Votos                                  | %                                      | Bancas                                 | Electos |
|                                              | Unión Cívica Radical Intransigente               | Unión Cívica Radical Intransigente               | 295.973                                | 30,27                                  | 7/10                                   | Ver electos: - Fernando J. Viñals - Domingo Beneventano - Segundo Ramón Asenjo - Ángel Oscar Prece - Augusto Néstor Vecchietti - Armando W. Medrano - Héctor Gómez Machado |
|                                              | Partido Laborista                                | Partido Laborista                                | 241.304                                | 24,68                                  | 3/10                                   | - Rafael Vasilievich - Miguel Ritvo - Reinaldo Parra |
|                                              | Unión Cívica Radical del Pueblo                  | Unión Cívica Radical del Pueblo                  | 138.291                                | 14,14                                  |                                        | |
|                                              | Partido Demócrata Progresista                    | Partido Demócrata Progresista                    | 134.620                                | 13,77                                  |                                        | |
|                                              | Partido del Trabajo y el Progreso                | Partido del Trabajo y el Progreso                | 48.306                                 | 4,94                                   |                                        | |
|                                              | Partido Tres Banderas                            | Partido Tres Banderas                            | 45.391                                 | 4,64                                   |                                        | |
|                                              | Partido Demócrata Cristiano                      | Partido Demócrata Cristiano                      | 31.078                                 | 3,18                                   |                                        | |
|                                              | Partido Demócrata                                | Partido Demócrata                                | 9.154                                  | 0,94                                   |                                        | |
|                                              | Unión Cívica Movimiento Nacional y Popular       | Unión Cívica Movimiento Nacional y Popular       | 6.323                                  | 0,65                                   |                                        | |
|                                              | Unión Cívica Radical de Santa Fe                 | Unión Cívica Radical de Santa Fe                 | 5.750                                  | 0,59                                   |                                        | |
|                                              | Partido Socialista Argentino (Casa del Pueblo)   | Partido Socialista Argentino (Casa del Pueblo)   | 5.181                                  | 0,53                                   |                                        | |
|                                              | Partido Socialista Democrático                   | Partido Socialista Democrático                   | 5.131                                  | 0,52                                   |                                        | |
|                                              | Acción Progresista                               | Acción Progresista                               | 4.571                                  | 0,47                                   |                                        | |
|                                              | Partido Obrero                                   | Partido Obrero                                   | 4.485                                  | 0,46                                   |                                        | |
|                                              | Partido Socialista Frente de los Trabajadores    | Partido Socialista Frente de los Trabajadores    | 2.317                                  | 0,24                                   |                                        | |
| Votos positivos                              | Votos positivos                                  | Votos positivos                                  | 977.875                                | 95,43                                  |                                        | |
| Votos en blanco y nulos                      | Votos en blanco y nulos                          | Votos en blanco y nulos                          | 46.820                                 | 4,57                                   |                                        | |
| Total de votos                               | Total de votos                                   | Total de votos                                   | 1.024.695                              | 100                                    |                                        | |
| Electores registrados/Participación          | Electores registrados/Participación              | Electores registrados/Participación              | 1.149.500                              | 89,14                                  |                                        | |
| Provincia de Santiago del Estero 3 Diputados |                                                  |                                                  |                                        |                                        |                                        | |
| Partido                                      | Partido                                          | Partido                                          | Votos                                  | %                                      | Bancas                                 | Electos |
|                                              | Partido Tres Banderas                            | Partido Tres Banderas                            | 68.279                                 | 35,75                                  | 2/3                                    | - Carlos Juárez - Julio Domingo Salvatierra |
|                                              | Movimiento Radical Popular                       | Movimiento Radical Popular                       | 56.057                                 | 29,35                                  | 1/3                                    | - José Misael Ataide |
|                                              | Unión Cívica Radical Intransigente               | Unión Cívica Radical Intransigente               | 50.392                                 | 26,39                                  |                                        | |
|                                              | Unión Cívica Radical de Santiago del Estero      | Unión Cívica Radical de Santiago del Estero      | 4.073                                  | 2,13                                   |                                        | |
|                                              | Partido Demócrata Cristiano                      | Partido Demócrata Cristiano                      | 3.451                                  | 1,81                                   |                                        | |
|                                              | Partido Autonomista de Santiago del Estero       | Partido Autonomista de Santiago del Estero       | 2.695                                  | 1,41                                   |                                        | |
|                                              | Partido Blanco                                   | Partido Blanco                                   | 1.964                                  | 1,03                                   |                                        | |
|                                              | Partido Demócrata Nacional                       | Partido Demócrata Nacional                       | 1.789                                  | 0,94                                   |                                        | |
|                                              | Partido Socialista                               | Partido Socialista                               | 1.469                                  | 0,77                                   |                                        | |
|                                              | Partido Conservador Popular                      | Partido Conservador Popular                      | 800                                    | 0,42                                   |                                        | |
| Votos positivos                              | Votos positivos                                  | Votos positivos                                  | 190.969                                | 98,68                                  |                                        | |
| Votos en blanco y nulos                      | Votos en blanco y nulos                          | Votos en blanco y nulos                          | 2.561                                  | 1,32                                   |                                        | |
| Total de votos                               | Total de votos                                   | Total de votos                                   | 193.530                                | 100                                    |                                        | |
| Electores registrados/Participación          | Electores registrados/Participación              | Electores registrados/Participación              | 283.251                                | 68,32                                  |                                        | |
| Provincia de Tucumán 3 Diputados             |                                                  |                                                  |                                        |                                        |                                        | |
| Partido                                      | Partido                                          | Partido                                          | Votos                                  | %                                      | Bancas                                 | Electos |
|                                              | Partido Laborista                                | Partido Laborista                                | 145.790                                | 47,83                                  | 2/3                                    | - Benito Vicente Romano - Oscar Emilio Sarrulle |
|                                              | Unión Cívica Radical Intransigente               | Unión Cívica Radical Intransigente               | 87.784                                 | 28,80                                  | 1/3                                    | - Ramón Isauro Martínez |
|                                              | Defensa Provincial - Bandera Blanca              | Defensa Provincial - Bandera Blanca              | 32.732                                 | 10,74                                  |                                        | |
|                                              | Partido Blanco                                   | Partido Blanco                                   | 16.758                                 | 5,50                                   |                                        | |
|                                              | Unión Cívica Radical del Pueblo                  | Unión Cívica Radical del Pueblo                  | 6.210                                  | 2,04                                   |                                        | |
|                                              | Unión Conservadora                               | Unión Conservadora                               | 3.956                                  | 1,30                                   |                                        | |
|                                              | Partido Social Agrario                           | Partido Social Agrario                           | 3.227                                  | 1,06                                   |                                        | |
|                                              | Frente Social Cristiano                          | Frente Social Cristiano                          | 3.186                                  | 1,05                                   |                                        | |
|                                              | Partido Socialista Democrático                   | Partido Socialista Democrático                   | 2.530                                  | 0,83                                   |                                        | |
|                                              | Partido Obrero                                   | Partido Obrero                                   | 1.358                                  | 0,45                                   |                                        | |
|                                              | Partido Demócrata Progresista                    | Partido Demócrata Progresista                    | 1.262                                  | 0,41                                   |                                        | |
|                                              | Movimiento Unidad y Progreso                     | Movimiento Unidad y Progreso                     | 11                                     | 0,00                                   |                                        | |
| Votos positivos                              | Votos positivos                                  | Votos positivos                                  | 304.804                                | 98,31                                  |                                        | |
| Votos en blanco y nulos                      | Votos en blanco y nulos                          | Votos en blanco y nulos                          | 5.241                                  | 1,69                                   |                                        | |
| Total de votos                               | Total de votos                                   | Total de votos                                   | 310.045                                | 100                                    |                                        | |
| Electores registrados/Participación          | Electores registrados/Participación              | Electores registrados/Participación              | 408.932                                | 75,82                                  |                                        | |

1. ↑  Electo para completar el mandato de Enrique Mario Zanni (1960-1964).
2. ↑  Electo para completar el mandato de Mariano Gómez (1960-1964).